# Edafon
Edafon – ogólna nazwa wszystkich organizmów żywych, żyjących w przypowierzchniowej części gleby. Zalicza się do nich mikroorganizmy, zwierzęta takie jak pierścienice, nicienie, larwy owadów oraz glony. Stanowi on około 5% objętości gleby.
Edafon jest głównym ogniwem cyklu przemiany materii organicznej w przyrodzie na lądzie, gdyż głównie jest on destruentami, czyli odpowiada za rozkład i mineralizację zarówno szczątków organizmów, jak i ich produktów przemiany materii. Jest jednocześnie najważniejszym z biotycznych czynników glebowych. Stąd obieg materii organicznej na lądzie można określić jako:
edafon – roślina – zwierzę – edafon.
W najwęższym pojęciu za edafon uważa się mikroorganizmy oraz drobne zwierzęta (do owadów), które na stałe lub w pewnym okresie swojego życia przebywają w glebie jako swoim naturalnym środowisku. Są to m.in. bakterie, glony, grzyby, pierwotniaki, pierścienice (głównie dżdżownice i wazonkowce), pajęczaki (głównie roztocze), nicienie, wije, owady bezskrzydłe oraz wiele larw owadów uskrzydlonych. W pojęciu szerszym do edafonu zalicza się wszelkie organizmy żywe żyjące we wnętrzu gleby, włącznie z drobnymi kręgowcami, a w tym nawet ssakami, jak myszy czy krety. W najszerszym pojęciu za edafon uważa się całość materii ożywionej w glebie, łącznie z podziemnymi częściami roślin naziemnych.
Edafony dzieli się na:
- geobionty – przebywające w glebie stale, lub dla których gleba jest głównym miejscem życia
- geofile – przebywające w glebie tylko w pewnym okresie rozwojowym swojego życia lub których tryb życia polega na penetracji obu środowisk – glebowego i powierzchniowego
- geokseny (czasami tylko zaliczane do edafonów) – żyjące głównie na powierzchni ziemi, a tylko penetrujące glebę (np. dla schronienia, lub w czasie żeru)

Obecność edafonu jest najważniejszym obok erozji czynnikiem glebotwórczym, a w wytworzonej już glebie edafon jest odpowiedzialny za utrzymanie się jej charakteru. Wpływa na cechy fizyczno-chemiczne gleby, a więc na jej strukturę, zdolność retencji wody, przewiewność. Natomiast w podstawowym znaczeniu odpowiada za jej żyzność, gdyż to właśnie obecność edafonu warunkuje rozkład związków organicznych i przyspiesza uwalnianie składników mineralnych, a także powstawanie próchnicy glebowej.
Edafon, jako formacja roślinna, nazywany jest czasem najniższym, czwartym piętrem lasu, położonym poniżej runa leśnego. Natomiast za odpowiednik edafonu w środowisku wodnym można uważać plankton (który jest jednak pojęciem trochę węższym w porównaniu z edafonem).